# تاریخ ازبکستان

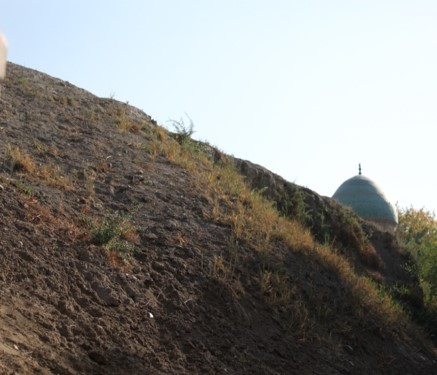
مسجد اسلام قلعه بخارا,,,,

در سدهٔ دهم میلادی، ازبکستان جزئی از قلمرو سامانیان بود. پس از سامانیان، ازبکستان به ترتیب جزئی از حکومت‌های غزنوی، سلجوقی، خوارزمشاهی، مغول، تیموری و شیبانیان بوده است. در زمان صفویه، ازبکان یکی از دشمنان اصلی ایران بودند.
در سدهٔ نوزدهم میلادی، غرب و شمال ازبکستان زیر سلطهٔ خانات خوارزم، و جنوب ازبکستان جزئی از خانات بخارا بوده است. خانات بخارا و خوارزم در سال ۱۸۶۶ زیر سلطهٔ روسیه درآمدند.
پس از انقلاب اکتبر، در سال ۱۹۲۴، جمهوری ازبکستان (جزئی از اتحاد جماهیر شوروی) تشکیل شد. پس از فروپاشی اتحاد جماهیر شوروی، در سال ۱۹۹۱، ازبکستان به استقلال دست یافت.